# Gong
Góng je glasbilo (tolkalo) kitajskega oziroma jugo-vzhodno azijskega izvora. Visi na posebnem stojalu in če ga udarimo z mehkim tolkalcem da prodoren, dolgo trajajoč ton.
Ima premer do 70 cm.

## Primerjava instrumentov gong in tam-tam
Zaradi ploščate okrogle oblike ga pogosto zamenjujemo z instrumentom, imenovanim tam-tam. Slednji je prisoten v vseh simfoničnih orkestrih širom sveta, vključen je v mnoge simfonične skladbe; medtem ko je gong v literaturi resne glasbe zastopan le malokdaj. Razlika med instrumentoma je v karakteristiki zvoka, ki ga oddajata kot zvočili. Gong intonira, tj. oddaja točno določeno višino tona, za vsako tonsko višino moramo torej imeti drugo glasbilo. Po drugi strani pa tam-tam ne intonira, kar pomeni, da oddaja zvok v širšem frekvenčnem spektru, pri čemer nastaja razpršen, po tonski višini nedefiniran zvok. Seveda pa obe vrsti instrumentov resonirata v nižjih frekvencah, če je premer ploskve večji. Gong ima tudi večji volumen, (tam-tam ima nekakšno obliko pokrovke), njegova prodajna cena je mnogo višja, čas izdelave pa mnogo daljši, saj ga je potrebno, podobno kot zvon, pravilno uglasiti.

Zvok gonga lahko slišimo:
- kot zvočni signal v šolah za označevanje začetka in konca pouka
- na radijskih postajah za javljanje točnega časa
- pri boksarskih dvobojih za javljanje začetka in konca runde
- za označevanje začetka napovedi na železniških in avtobusnih postajah, velikih trgovinah, ...

## Terapija z gongi
Gong uporabljalo za zdravljenje in preobrazbo posameznika na vseh ravneh. Uporabniki trdijo, da s svojim zvokom sproža pozitivne spremembe v poslušalcu tako na fizičnem, čustvenem in duhovnem področju.

### Terapevtski učinki gonga na telo
Gong proizvaja močan zvok, ki  s svojimi vibracijami stimulira telo in vpliva na površino kože.  Pedagog in glasbenik Johannes Heimrath je v 80-ih letih 20. stoletja trdil, da zvok gonga najbolj pomaga pri bolečinah v vratu in glavobolih. Pogosto so ga uporabljali tudi pri zdravljenju otrok z migrenami. Poleg tega ga na fizični ravni uporabljajo še za spodbujanje prekrvavitev, pri menstrualnih težavah in težavah v zgornjih delih dihal.

### Terapevtski učinki gonga na um
Zvok gonga nas globoko sprošča in nam jasni misli. Uporabnikom trdijo, da jim je v več primerih pomagal pri urejanju čustvene energije in občutij, ki so nato vplivala tudi na telesno strukturo, ta pa na njihov um. Terapevti in psihologi gong uporabljajo predvsem kot učinkovito sredstvo za delo s psihotičnimi pacienti.

### Terapevtski učinki gonga na duševnost
Gong uporabljajo tudi za zdravljenje različnih vrst odvisnosti. Poslušalca spravi v meditativno stanje, v katerem se želimo znebiti naučenih vzorcev. Terapevti trdijo, da nas gong zdravi tako, da vzpostavi vez med poslušalcem in svetom onkraj telesa in uma. Poslušalcu da občutek neke višje resničnosti, ki jo zasvojenci pogosto iščejo v drogah.